# Ustawa o izbie morskiej (II RP)
Ustawa o izbach morskich (II RP) – państwowy organ sądowy, powołany z zadaniem przeprowadzenie dochodzeń i wydawanie orzeczeń w sprawach wypadków morskich, którym ulegały statki handlowe.

## Geneza izby morskiej
W 1918 r. Polska uzyskała niepodległość i na mocy postanowień Traktatu wersalskiego również dostęp do morza. Zaszła więc potrzeba stworzenia polskiego prawa morskiego. Na mocy ustawy z 1919 r. o tymczasowej organizacji zarządu b. dzielnicy pruskiej przepisy niemieckiego prawa morskiego zostały przyjęte do ustawodawstwa polskiego. Najpierw podjęto próbę utworzenia Izby Morskiej w Gdańsku przy Urzędzie Marynarki Handlowej w Gdańsku. Izba ta, wobec sprzeciwu Senatu Wolnego Miasta Gdańska, nie powstała. Spór nie został rozstrzygnięty również przez Wysokiego Komisarza Ligi Narodów.
Na podstawie ustawy z 1925 r. o izbach morskich przy sądzie powiatowym w Wejherowie i urzędzie Marynarki Handlowej w Gdańsku ustanowiono izby morskie.
Kontrolę nad izbami morskimi wykonywało Ministerstwo Przemysłu i Handlu w porozumieniu z Ministerstwem Sprawiedliwości.

## Dochodzenie wypadkowe Izby
Dochodzenie miało miejsce, gdy wypadkowi morskiemu ulegał lub wypadek spowodował:
- polski statek handlowy,
- cudzoziemski statek handlowy o ile wypadek miał miejsce na terytorialnych wodach polskich,
- gdy dochodzenie zarządził Minister Przemysłu i Handlu.

Izba morska obowiązana była wszcząć dochodzenie:
- w razie spowodowania przez wypadek morski śmierci człowieka, zatonięcia statku albo jego porzucenia,
- w razie zarządzenia dochodzenia przez Ministerstwo Przemysłu i Handlu.

W pozostałych przypadkach wszczęcie dochodzenia zależało od uznania izby morskiej.

## Podejmowanie dochodzenia Izby
Dochodzenie miało na celu ustalenie przyczyn wypadku oraz wszystkich jego okoliczności, a w szczególności:
- czy kapitan lub jego pomocnik spowodowali wypadek, ustalenie następstw powstałymi w wyniku niewłaściwych działań lub zaniedbaniem działań,
- czy przyczyną wypadku względnie jego następstwa były wynikiem braków i lub wad w budowie, braków wynikających z właściwości statku,
- czy złego wyekwipowania lub nadmiernego załadowania statku albo obsadzenia go niewłaściwą załogą,
- czy wypadek, względnie jego następstwa, zaszły wskutek złego stanu drogi wodnej, braków i wad w urządzeniach pomocniczych, służących żegludze (znaków sygnalizacyjnych, urządzeń hydrograficznych, stacji ratowniczych, organizacji pilotowej),
- czy wskutek działań osób wyznaczonych do pilnowania wymienionych urządzeń, względnie zaniedbania działań,
- czy zachowane zostały przepisy, mające na celu zapobieżenie zderzeniu się statków na morzu oraz przepisy o postępowaniu w razie zderzenia.

## Ustrój izb morskich
Izby morskie urzędowały kolegialnie i składały się z przewodniczącego oraz czterech ławników. Przewodniczącymi byli sędziowie państwowi, wyznaczani przez Ministra Sprawiedliwości.
Przynajmniej dwóch ławników musiało posiadać patent kapitana i mieć praktykę morską w charakterze kapitanów na statkach wielkiej żeglugi.
Przewodniczący izby morskiej wybierał z listy odrębnie dla każdej sprawy czterech ławników i w razie potrzeby także jednego zastępcę. Przewodniczący odbierał od nich przysięgę, w celu sumiennego wykonywanie obowiązków.

## Urząd ławnika
Urząd ławnika był urzędem honorowym. Pełnić go mogły tylko obywatele polscy. Niezdolnymi do sprawowania urzędu ławnika były:
- osoby ubezwłasnowolnione,
- osoby, które na skutkiem wyroku karno-sadowego utraciły zdolność do piastowania urzędów publicznych,
- osoby, przeciw którym był wniesiony akt oskarżenia o zbrodnię lub występek,
- osoby umysłowo lub fizycznie ułomne, które wskutek swej ułomności uniemożliwiały lub utrudniały bieg postępowania.

Powołaniu do sprawowania urzędu ławnika mogą odmówić:
- członkowie Sejmu i Senatu Rzeczypospolitej Polskiej,
- osoby, które w chwili powołania ukończyły 65 rok życia lub ukończyłyby go z upływem roku administracyjnego,
- osoby, które w ostatnim roku pełniły obowiązki sędziego przysięgłego lub przynajmniej przez 5 dni posiedzeń obowiązki ławnika.

## Tryb postępowania
Wszczęcie dochodzeń zarządzał przewodniczący. Do przewodniczącego należało:
- przygotowanie rozprawy głównej,
- wyznaczenie terminu,
- wezwanie świadków i biegłych.
- przygotowanie materiału dowodowego.

Przewodniczący przed zebraniem izby morskiej zarządzał przesłuchanie świadków, zwłaszcza w przypadkach, kiedy była obawa o utratę dowodu. Izba morska dokonywała oględzin na miejscu, wzywała świadków i biegłych oraz przesłuchiwała ich pod przysięgą.
Na wniosek delegata Ministerstwa Przemysłu i Handlu izba morska w orzeczeniu pozbawiała kapitana lub pomocnika kapitana polskiego statku prawa wykonywania zawodu. Kapitana, którego pozbawionego prawa wykonywania zawodu, izba morska wedle własnego uznania, pozbawiała także prawa pełnienia służby pomocnika kapitana.

## Izba odwoławcza Izby
Przy sądzie okręgowym w Starogardzie ustanowiono odwoławczą izbę morską. Izba morska odwoławcza urzędowała kolegialnie i składała się z przewodniczącego oraz ławników, z których przynajmniej trzech posiadało dyplomy kapitana wielkiej żeglugi i odpowiednia praktykę morską.
Przewodniczącego oraz jego zastępcę mianował Minister Sprawiedliwości spośród sędziów państwowych na przeciąg trzech lat.

## Nowelizacja ustawy z 1930 i 1933 r.
Na podstawie ustawy z 1930 r. o zmianie ustawy z 1925 r. o izbach morskich wykonanie ustawy, przeniesiono Izbę z Wejherowa do Gdyni. Wykonanie ustawy powierzono Ministrowi Przemysłu i Handlu w porozumieniu z Ministrem Sprawiedliwości.
W rozporządzeniu Prezydenta Rzeczypospolitej z 1930 r. o częściowej zmianie ustawy o izbach morskich „ustanowiono w Gdyni przy wydziale zamiejscowym sądu okręgowego w Starogardzie odwoławczą izbę morską”.
Z kolei według ustawa z 1933 r. w sprawie częściowej zmiany ustawy o izbach morskich ustanowiono przy sądzie okręgowym w Gdyni odwoławcza izbę morską.